# ThinkLight

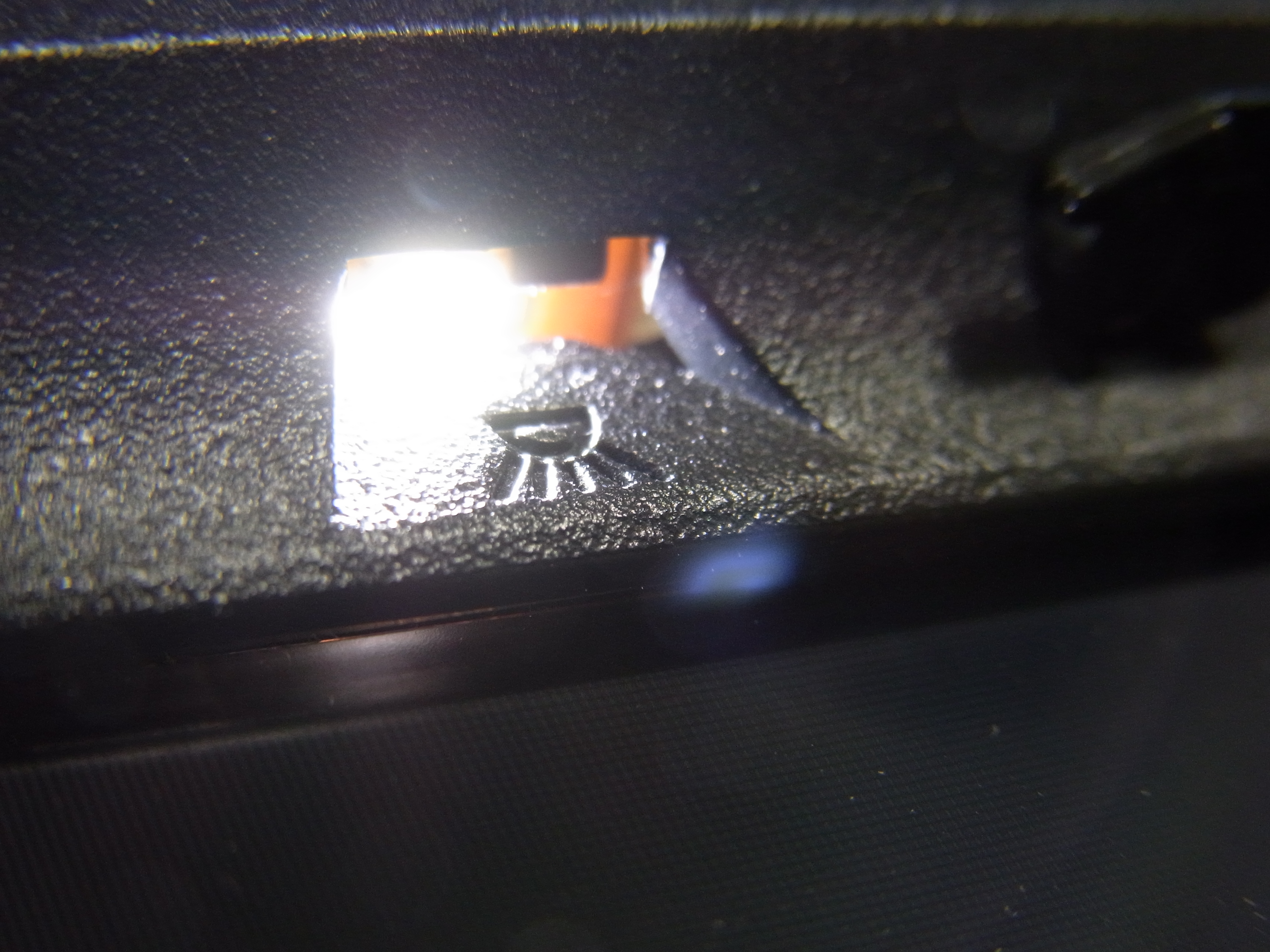
ThinkLight

ThinkLight（シンクライト）は、レノボ (IBM) のノートパソコン、ThinkPadに搭載されているライト。
ThinkLightはレノボの商標であり、公式には「ThinkPad キーボード・ライト」とアナウンスされている。

## 概要
いわゆるキーボードライトであり、暗い場所でThinkPadを使用するときに手元のキーボードを照らすようになっている。
通常、ノートPCでは画面からの明かりでキーボードがある程度見えるが、画面が暗い場合や、画面のフチが影になる部分など、十分な明るさで見えない場合がある。ThinkLightはこれを補助する役割をもつ。
液晶ベゼル上部中央付近に小さな突起があり（ベゼル形状によっては開口部のみあり）、LEDが仕込まれている。キーボードの操作（左手前の"Fn"キーと右奥の"PgUp"キーの同時押し、または"Fn"キーとスペースキーの同時押し）でライトのON/OFFができる。これは暗い場所でも手探りで操作できるようにとの意図が込められている。
iSeries1400等一部機種では画面下にスライドスイッチがあり電源を切った状態でもライトを点けることができた。
夜間の航空機の客席において照明を落とした状態でも不自由ないタイピングが可能となっている。
2000年以降に発売された、アルファベット＋2桁数字のシリーズとiシリーズのモデルから搭載されている。当初、全ての機種で白色LEDが使用していたが、R50登場以後は琥珀色（黄色）のLEDを採用しているモデルもある。
2015年現在、この機能は一般的なキーボードバックライトに置き換えられたため、ThinkLightを装備しているシリーズは販売されていない。